# Orchestia chevreuxi
Orchestia chevreuxi is een vlokreeftensoort uit de familie van de Talitridae. De wetenschappelijke naam van de soort is voor het eerst geldig gepubliceerd in 1887 door  Jules de Guerne.